# Clifford Luyk
Clifford Luyk (Syracuse, 28 giugno 1941) è un ex cestista e allenatore di pallacanestro statunitense naturalizzato spagnolo.

## Carriera
Venne selezionato dai New York Knicks al quarto giro del Draft NBA 1962 (27ª scelta assoluta).

## Palmarès

### Giocatore

#### Club
- Campionato spagnolo: 14

Real Madrid: 1962-63, 1963-64, 1964-65, 1965-66, 1967-68, 1968-69, 1969-70, 1970-71, 1971-72, 1972-73, 1973-74, 1974-75, 1975-76, 1976-77
- Copa del Rey: 10

Real Madrid: 1965, 1966, 1967, 1970, 1971, 1972, 1973, 1974, 1975, 1977
- Coppa dei Campioni: 6

Real Madrid: 1963-64, 1964-65, 1966-67, 1967-68, 1973-74, 1977-78
- Coppa Intercontinentale: 3

Real Madrid: 1976, 1977, 1978

#### Nazionale spagnola
- Europei

 Madrid 1973

### Allenatore
- Campionato spagnolo: 2

Real Madrid: 1992-93, 1993-94
- Copa del Rey: 1

Real Madrid: 1993
- Coppa d'Europa: 1

Real Madrid: 1991-92